# Franz Malec
Franz Malec ( 1939) es un paleontólogo alemán, notable por su trabajo en los campos de la mamalogía y la entomología. Sus intereses se centran en pequeños mamíferos y en el estudio de los pterigotas.
Durante la década de 1960 y de 1970, Franz Malec trabajó junto con otros paleontólogos alemanes reconocidos como Heinz Tobien, Gerhard Storch, y Dieter Kock. En cambio, en la década de 1980 empezó a trabajar más por libre y comenzó a interesarse por los insectos fósiles. Actualmente trabaja en el Naturkundemuseum im Ottoneum Kassel, donde es curador de la colección zoológica desde 1977, y director desde 1984.

## Algunas publicaciones
2013
- f. Malec. Die Schwebfliegen (Diptera: Syrphidae) des Nationalparks Kellerwald-Edersee im nördlichen Hessen. Philippia 15 (4), 307-336, Kassel

- -----------. Einige Schwebfliegen (Diptera: Syrphidae) aus dem östlichen Bayern. Philippia 15 (4), 337-346, Kassel

- hans-j. Flügel, franz Malec. Aktuelle Schnabelfliegen-Nachweise (Mecoptera) aus Nordhessen und ihre Blütenbesuche. LEBBIMUK. Abhandlungen und Berichte aus dem Lebendigen Bienenmuseum in Knüllwald 10, 3-18, Knüllwald

- r. Kraft, franz Malec, helmut Luding, david Stille, jana Holler, jörg Müller. Aktuelle Nachweise der Waldbirkenmaus, Sicista betulina (Pallas, 1779) im Bayerischen Wald. Säugetierkundliche Informationen 9, 95-104, Jena

- stefan Tischendorf, karl-heinz Schmalz, hans-joachim Flügel, ulrich Frommer, wolfgang h.o. Dorow, franz Malec. Rote Liste der Faltenwespen Hessens (Hymenoptera Vespidae: Eumeninae, Polestinae, Vespinae). 1. Fassung (6 de junio de 2013) im Auftrag des Hessischen Ministeriums für Umwelt, Energie, Landwirtschaft und Verbraucherschutz: 1-40, Wiebaden